# Passerby EP
Passerby EP es el auto-titulado  por Passerby, pero ahora se llama Flyleaf. 

## Lista de canciones
| N.º | Título          | Duración |  |
| 1.  | «Breathe Today» |          |  |
| 2.  | «Red Sam»       |          |  |
| 3.  | «Cassie»        |          |  |

- Datos: Q3284088